# Battaglia nella Rue de Faubourg Saint-Antoine
La battaglia nella Rue de Faubourg Saint-Antoine venne combattuta nel luglio del 1652 tra l'esercito realista francese sotto il comando di Henri de La Tour d'Auvergne, visconte di Turenne e l'esercito dei ribelli aristocratici comandato da Luigi II di Borbone-Condé. Il luogo della battaglia fu il sobborgo di Saint-Antoine, presso la Bastiglia, nella zona est di Parigi.

## Dettagli
Durante il periodo della Seconda Fronda, tra il 1650 ed il 1653, Luigi, principe di Condé, controllava gran parte della città di Parigi, essendosi alleato col parlamento della capitale, il quale era in aperta ribellione con la corona. Il re di Francia, Luigi XIV aveva da poco raggiunto la maggiore età per governare (il 7 settembre 1651), e Condé si stava ancora battendo per la nefasta influenza del cardinale Mazzarino il quale non dava al sovrano la necessaria autorità per governare.
Il 2 luglio 1652, la battaglia della Rue de Faubourg St Antoine ebbe luogo appena fuori dalla Bastiglia. Condé si era appostato appena fuori Parigi per prevenire l'avanzata delle forze realiste sotto il comando di Turenne. Le forze di Condé si trovarono così intrappolate tra le mura della città e la Porte St Antoine, che il parlamento si rifiutò di aprire; trovandosi sotto pesante fuoco nemico, la situazione pareva disperata. In un famoso incidente, La Grande Mademoiselle, figlia di Gastone, duca d'Orleans, convinse suo padre a far agire i loro partigiani, prima che ella stessa decidesse di entrare alla Bastiglia e di assicurare che il comandante voltasse i cannoni sull'esercito di Turenne, causando perdite significative agli aggressori e consentendo a Condé una ritirata sicura.
Alla fine del 1652, Condé venne infine costretto a consegnare la resa di Parigi alle forze dei realisti, ponendo così fine alla fronda parigina: la Bastiglia tornò sotto il controllo del re. La Fronda nelle province, specialmente attorno a Bordeaux, continuò ad ogni modo sino all'estate del 1653.